# София-Центральная
София-Центральная (болг. Централна гара София) — основной пассажирский железнодорожный вокзал болгарской столицы и самый большой вокзал страны. Открыт в 1882—1888 годах. Современное здание построено в 1974 году. Находится рядом с Центральным автовокзалом.
Центральный вокзал обслуживает несколько миллионов пассажиров в год. Ежедневно через вокзал проходят свыше 10 000 пассажиров, которых перевозят свыше 100 поездов. Центральный вокзал сбывает свыше 10 % железнодорожных билетов, которых продаются в стране.

## История
В конце XIX века одна из основных задач правительства Стефана Стамболова являлась строительство и ввод в эксплуатацию железнодорожных линий Цариброд — София, София — Вакарел и Вакарел — Белово. Первая железнодорожная линия в Болгарии Эдирне — Белово была открыта 5 июля 1873. Она была построена и эксплуатирована акционерным дружеством барона фон Хирша. Участок Белово — София — Цариброд был построен болгарскими рабочими и открыт для внутренних железнодорожных сообщений 5 июля 1888. 12 августа того же года на Центральном вокзале в Софии прибыл международный поезд из Лондона и Парижа. На следующий день он следовал через Пловдив и Эдирне в Стамбул.
Вокзал строился в 1882—1888 годах по проекту архитекторов Колара, Прошека и Маринова, под руководством строительных специалистов болгарского предпринимателя Иван Грозева, который позже стал кметом (мэром) в болгарской столице. Первое здание было одноэтажное - 96 м в длине и 12 м в ширине.
В 19-м веке через Центральный вокзал София дважды в неделю проходили известные международные поезда «Симплон — Ориент-экспресс» и «Директ — Ориент-экспресс».
Первый начальник центрального софийского вокзала был Йосиф Карапиров, который до этого служил в железнодорожной компании Хирша. Через 6 лет Карапиров передал управление вокзала Георгу Унтенбергу, которым руководил следующие 11 лет.
Во время второй мировой войны столичный железнодорожный узел неоднократно бомбили западные союзники, в результате здание вокзала было повреждено, но после окончания войны оно было восстановлено.
15 апреля 1974 года старое здание вокзала было разрушено. 6 сентября 1974 года открыто новое здание вокзала, построенное по проекту Милко Бечева. В 1975 году внутри здания вокзала появилась монументальная композиция «Родина» — стенопись работы Светлина Русева, изображающая женщину с хлебом, трёх рабочих, белых голубей и женщину с тремя детьми, женщину, пьющую воду. В 1976 году на предвокзальной площади, которую спроектировали архитекторы Олга Станева и Снежана Даскалова, установлена 34-метровая скульптура «София» работы Величко Минекова.

## Коммуникации
К Центральному вокзалу в Софии можно добраться следующими маршрутами:
- Автобусные линии — 35, 60, 74, 77, 78, 82, 85, 101, 150, 213, 214, 305, 404 и 413;
- Софийский трамвай — 1, 3, 4, 6, 12 и 18;
- Софийский метрополитен — рядом с вокзалом расположена станция "Центральный железнодорожный вокзал" 2 линии столичного метро.